# Ice Gate Glacier
Ice Gate Glacier är en glaciär i Antarktis. Den ligger i Västantarktis. Argentina, Chile och Storbritannien gör anspråk på området. Ice Gate Glacier ligger 1 163 meter över havet.
Terrängen runt Ice Gate Glacier är bergig åt sydost, men åt nordväst är den kuperad. Trakten är glest befolkad. Närmaste befolkade plats är Gonzalez Videla Station, 9,9 kilometer nordväst om Ice Gate Glacier. 